# Китайско-американский договор о взаимной обороне
Китайско-американский договор о взаимной обороне (англ. Sino-American Mutual Defense Treaty, официальное название англ. Mutual Defense Treaty between the United States of America and the Republic of China) — двусторонний договор, заключённый между Соединёнными Штатами Америки и Китайской Республикой в декабре 1954 г. в условиях эскалации Первого кризиса в Тайваньском проливе. Он вступил в силу в марте 1955 г. и в существенной степени снизил угрозу безопасности Тайваня.
Договор был заключён на фоне глобальной конфронтации между коммунистической и капиталистической системами в Холодной войне, являясь по сути продолжением той ответной политики, которую проводили США с начала вторжения НОАК в Корею в октябре 1950 года. Согласно американской позиции, КНР вмешалась в войну на стороне повстанцев и в нарушение международного права фактически вывела из под контроля законного корейского правительства (поддержанного резолюциями СБ ООН) половину страны, что, в свою очередь, давало США право действовать схожим образом в отношении самой КНР независимо от формального признания или непризнания коммунистических властей как законных представителей всего Китая. Неизменность этого подхода (на фоне продолжающегося разделения Кореи) позволила американцам по этим же основаниям перезаключить договор в 1979 году, когда дипотношения с Тайванем были формально разорваны.
В первую очередь договор был направлен на защиту острова Тайвань и ряда других территорий, находящихся под контролем правительства Гоминьдана, от попыток вторжения со стороны Китайской Народной Республики. Договор поддерживал претензии Китайской Республики на роль единственного законного правительства континентального Китая и стал заключительным в серии подобных договоров между США и их союзниками в Восточной Азии.
В отличие от многостороннего соглашения о взаимной обороне, реализованного в формате НАТО в Северной Атлантике, в Восточной Азии США предпочли пойти на заключение двусторонних оборонительных договоров с Японией (1951), Филиппинами (1951), Южной Кореей (1953) и Тайванем (1954). Комплекс этих двусторонних альянсов получил название «Сан-Францисской системы» или «архитектуры ступицы и спицы» (Hub-and-Spokes architecture), в которой «ступицей» выступали США, а «спицами» — их союзники в Восточной Азии. В рамках этой архитектуры практически исключалось независимое от США политическое и оборонное взаимодействие азиатских государств. Такая система взаимоотношений позволяла надёжнее гарантировать интересы США в тихоокеанском регионе в случае, если какая-либо из стран-участников этой системы взаимоотношений стала бы жертвой коммунистической экспансии.
Действие договора было ограничено обороной острова Тайвань и Пескадорских островов и не распространялось на архипелаги Цзиньмэнь и Мацзу, поэтому США не принимали активного участия во Втором кризисе в Тайваньском проливе. Договор отказывал в поддержке каких-либо инициативных военных действий Китайской Республики в отношении континентального Китая, и, в общем, был направлен на поддержание сложившегося к середине 1950-х гг. статус-кво в Восточно-Азиатском регионе.
«Китайско-Американский договор о взаимной обороне» потерял силу после расторжения в 1979 г. дипломатических отношений между США и Тайванем (Китайской республикой) в пользу КНР. Для сохранения американо-тайваньских отношений и обеспечения интересов США в тихоокеанском регионе был принят «Закон об отношениях с Тайванем», закрепивший новые принципы военного сотрудничества с Тайванем и обязательства по обеспечению его безопасности.